# Список Героев Советского Союза (Гнидо — Горбач)
В настоящем списке представлены в алфавитном порядке все Герои Советского Союза, чьи фамилии начинаются с буквы «Г» (всего 756 человек, из них 15 удостоены звания дважды). Список содержит даты Указов Президиума Верховного Совета СССР о присвоении звания, информацию о роде войск, должности и воинском звании Героев на дату представления к присвоению звания Героя Советского Союза, годах их жизни.
Ударения в фамилиях Героев приведены по книге «Герои Советского Союза: Краткий биографический словарь / Пред. ред. коллегии И. Н. Шкадов. — М.: Воениздат, 1987. — Т. 1 /Абаев — Любичев/. — 911 с. — 100 000 экз. — ISBN отс., Рег. № в РКП 87-95382.».
- Персиковым цветом  в таблице выделены Герои, удостоенные звания дважды и более раз.
- Серым цветом  в таблице выделены Герои, представленные к званию посмертно.

| Навигационная таблица | Навигационная таблица                |
| --------------------- | ------------------------------------ |
| «Г»                   | Габайдулин Геннадий — Гаркуша Кузьма |
| «Г»                   | Гаркуша Николай — Гнидаш Кузьма      |
| «Г»                   | Гнидо Пётр — Горбач Михаил           |
| «Г»                   | Горбач Феодосий — Грецкий Пётр       |
| «Г»                   | Гречаный Парфентий — Губанов Николай |
| «Г»                   | Губарев Алексей — Гущин Фёдор        |

| № п/п | Фамилия Имя Отчество                                                                 | Дата Указа            | Род войск    | Должность | Звание                                    | Годы жизни                                 | БС ГС НЛ                        |
| ----- | ------------------------------------------------------------------------------------ | --------------------- | ------------ | --- | ----------------------------------------- | ------------------------------------------ | ------------------------------- |
| 254   | Гнидо́ Пётр Андреевич укр. Гнидо Петро Андрійович                                     | 01.05.1943            | авиация      | командир эскадрильи 13-го истребительного авиационного полка 201-й истребительной авиационной дивизии 2-й смешанного авиационного корпуса 8-й воздушной армии Южного фронта | лейтенант                                 | 22.12.1919 — 17.03.2006                    | [ БС 1 ] [ ГС 1 ] [ НЛ 1 ]      |
| 255   | Гнили́цкая Нина Тимофеевна                                                            | 31.03.1943            | пехота       | разведчица 465-й отдельной разведывательной роты 383-й стрелковой дивизии 18-й армии Южного фронта | красноармеец                              | 01.08.1916 — 10.12.1941                    | [ БС 1 ] [ ГС 2 ] [ НЛ 2 ]      |
| 256   | Гниломёдов Иван Андреевич (Гниломе́дов Иван Андреевич)                                | 31.05.1945            | танкист      | командир танкового взвода 65-й танковой бригады 11-го танкового корпуса 1-й гвардейской танковой армии 1-го Белорусского фронта | лейтенант                                 | 24.10.1919 — 21.10.1987                    | [ БС 2 ] [ ГС 3 ] [ НЛ 3 ]      |
| 257   | Гну́сарев Александр Яковлевич                                                         | 30.10.1943            | пехота       | стрелок 883-го стрелкового полка 193-й стрелковой дивизии 65-й армии Центрального фронта | ефрейтор                                  | 28.03.1922 — 17.03.1971                    | [ БС 3 ] [ ГС 4 ] [ НЛ 4 ]      |
| 258   | Гну́син Александр Фёдорович                                                           | 24.03.1945            | артиллерия   | начальник разведки 857-го артиллерийского полка 316-й стрелковой дивизии 46-й армии 2-го Украинского фронта | капитан                                   | 24.12.1919 — 20.07.2007                    | [ БС 3 ] [ ГС 5 ] [ НЛ 5 ]      |
| 259   | Гну́чий Пантелеймон Афанасьевич укр. Гнучий Пантелеймон Панасович                     | 13.09.1944            | пехота       | стрелок 105-го гвардейского стрелкового полка 34-й гвардейской стрелковой дивизии 46-й армии 3-го Украинского фронта | гвардии красноармеец                      | 06.08.1925 — 31.10.1999                    | [ БС 3 ] [ ГС 6 ] [ НЛ 6 ]      |
| 260   | Го́воров Владимир Леонидович                                                          | 17.10.1984            | генерал      | заместитель министра обороны СССР, главный инспектор Министерства обороны СССР | генерал армии                             | 18.10.1924 — 13.08.2006                    | ——                              |
| 261   | Го́воров Леонид Александрович                                                         | 27.01.1945            | маршал       | командующий войсками Ленинградского фронта | Маршал Советского Союза                   | 22.02.1897 — 19.03.1955                    | ——                              |
| 262   | Го́воров Михаил Прокофьевич                                                           | 27.02.1945            | артиллерия   | командир 533-го истребительного противотанкового артиллерийского полка 61-й армии 1-го Белорусского фронта | майор                                     | 08.11.1913 — 20.01.1967                    | [ БС 5 ] [ ГС 9 ] [ НЛ 7 ]      |
| 263   | Го́воров Сергей Александрович                                                         | 21.03.1940            | танкист      | командир танковой роты 6-го отдельного танкового батальона 13-й лёгкой танковой бригады 7-й армии Северо-Западного фронта | лейтенант                                 | 25.09.1909 — 11.10.1985                    | [ БС 5 ] [ ГС 10 ] [ НЛ 8 ]     |
| 264   | Го́воров Фёдор Иванович укр. Говоров Федір Іванович                                   | 09.02.1944            | артиллерия   | командир огневого взвода 276-го гвардейского лёгкого артиллерийского полка 23-й гвардейской лёгкой артиллерийской бригады 5-й артиллерийской дивизии 4-го артиллерийского корпуса прорыва РГК в составе 61-й армии Белорусского фронта | гвардии старший лейтенант                 | 24.06.1919 — 23.10.1943                    | [ БС 5 ] [ ГС 11 ] [ НЛ 9 ]     |
| 265   | Говоруне́нко Пётр Дмитриевич укр. Говоруненко Петро Дмитрович                         | 29.06.1945            | генерал      | командир 18-го танкового корпуса 3-го Украинского фронта | генерал-лейтенант                         | 18.10.1902 — 27.01.1963                    | [ БС 5 ] [ ГС 12 ] [ НЛ 10 ]    |
| 266   | Говору́нов Николай Михайлович                                                         | 29.06.1945            | авиация      | старший лётчик 995-го штурмового авиационного полка 306-й штурмовой авиационной дивизии 10-го штурмового авиационного корпуса 17-й воздушной армии 3-го Украинского фронта | лейтенант                                 | 1921 — 25.08.1945                          | [ БС 5 ] [ ГС 13 ] [ НЛ 11 ]    |
| 267   | Говору́хин Иван Ильич                                                                 | 20.04.1945            | морской флот | радист 384-го отдельного батальона морской пехоты Одесской военно-морской базы Черноморского флота | краснофлотец                              | 29.08.1919 — 27.03.1944                    | [ БС 5 ] [ ГС 14 ] [ НЛ 12 ]    |
| 268   | Говору́хин Лев Алексеевич                                                             | 15.05.1946            | авиация      | штурман 525-го штурмового авиационного полка 227-й штурмовой авиационной дивизии 8-го штурмового авиационного корпуса 8-й воздушной армии 4-го Украинского фронта | майор                                     | 20.09.1912 — 28.08.1999                    | [ БС 6 ] [ ГС 15 ] [ НЛ 13 ]    |
| 269   | Гогичаишви́ли Николай Иванович груз. გოგიჩაიშვილი ნიკოლოზ                             | 13.12.1942            | пехота       | стрелок 873-го стрелкового полка 276-й стрелковой дивизии Северной группы войск Закавказского фронта | красноармеец                              | 07.05.1903 — 14.04.1945                    | [ БС 6 ] [ ГС 16 ] [ НЛ 14 ]    |
| 270   | Го́голев Виктор Леонтьевич                                                            | 27.06.1945            | инженер      | командир 91-го инженерно-сапёрного батальона 36-й инженерно-сапёрной бригады 28-й армии 1-го Украинского фронта | майор                                     | 01.05.1912 — 04.07.1987                    | [ БС 6 ] [ ГС 17 ] [ НЛ 15 ]    |
| 271   | Го́дин Григорий Васильевич                                                            | 31.05.1945            | генерал      | командующий артиллерией 47-й армии 1-го Белорусского фронта | генерал-лейтенант                         | 30.01.1902 — 17.12.1974                    | [ БС 6 ] [ ГС 18 ] [ НЛ 16 ]    |
| 272   | Годовико́в Алексей Николаевич                                                         | 04.03.1942            | комиссар     | военный комиссар эскадрильи 740-го истребительного авиационного полка 148-й истребительной авиационной дивизии Череповецко-Вологодского дивизионного района ПВО Архангельского военного округа | политрук                                  | 19.01.1914 — 07.02.1942                    | ——                              |
| 273   | Годовико́в Сергей Константинович                                                      | 15.01.1944            | пехота       | командир взвода 1183-го стрелкового полка 356-й стрелковой дивизии 61-й армии Центрального фронта | младший лейтенант                         | 10.06.1924 — 28.09.1943                    | [ БС 6 ] [ ГС 20 ] [ НЛ 17 ]    |
| 274   | Го́ков Филипп Антонович                                                               | 05.11.1942            | танкист      | командир танковой роты 10-й танковой бригады 21-й армии Юго-Западного фронта | старший лейтенант                         | 20.04.1919 — 25.02.1993                    | [ БС 6 ] [ ГС 21 ] [ НЛ 18 ]    |
| 275   | Голдо́бин Николай Иванович                                                            | 01.11.1943            | авиация      | заместитель командира эскадрильи 61-го гвардейского ночного бомбардировочного авиационного полка 2-й гвардейской ночной бомбардировочной авиационной дивизии 8-й воздушной армии 4-го Украинского фронта | гвардии старший лейтенант                 | 15.10.1921 — 15.12.1956                    | [ БС 7 ] [ ГС 22 ] [ НЛ 19 ]    |
| 276   | Го́лев Леонид Дмитриевич                                                              | 22.02.1944            | артиллерия   | наводчик 45-мм орудия истребительно-противотанковой батареи 310-го гвардейского стрелкового полка 110-й гвардейской стрелковой дивизии 37-й армии 2-го Украинского фронта | гвардии красноармеец                      | 12.03.1925 — 20.04.1980                    | [ БС 8 ] [ ГС 23 ] [ НЛ 20 ]    |
| 277   | Голе́нев Степан Трофимович                                                            | 20.04.1945            | морской флот | автоматчик роты автоматчиков 384-го отдельного батальона морской пехоты Одесской военно-морской базы Черноморского флота | краснофлотец                              | 1917 — 27.03.1944                          | [ БС 8 ] [ ГС 24 ] [ НЛ 21 ]    |
| 278   | Голещи́хин Григорий Васильевич (Голищи́хин Григорий Васильевич)                        | 09.02.1944            | артиллерия   | наводчик орудия 317-го гвардейского истребительно-противотанкового артиллерийского полка 38-й армии 1-го Украинского фронта | гвардии сержант                           | 13.02.1925 — 06.12.1990                    | [ БС 9 ] [ ГС 25 ] [ НЛ 22 ]    |
| 279   | Го́ликов Григорий Иванович                                                            | 13.09.1944            | пехота       | командир батальона 86-го стрелкового полка 180-й стрелковой дивизии 33-го стрелкового корпуса 27-й армии 2-го Украинского фронта | старший лейтенант                         | 02.02.1914 — 06.08.1993                    | [ БС 8 ] [ ГС 26 ] [ НЛ 23 ]    |
| 280   | Го́ликов Леонид Александрович (Лёня Голиков)                                          | 02.04.1944            | партизан     | активный участник партизанской борьбы в Ленинградской области, разведчик 67-го партизанского отряда 4-й Ленинградской партизанской бригады | —                                         | 17.06.1926 — 24.01.1943                    | [ БС 8 ] [ ГС 27 ] [ НЛ 24 ]    |
| 281   | Голимбие́вский Алексей Афанасьевич укр. Голімбієвський Олексій Опанасович             | 01.07.1944            | авиация      | командир эскадрильи 175-го штурмового авиационного полка 305-й штурмовой авиационной дивизии 9-го смешанного авиационного корпуса 17-й воздушной армии 3-го Украинского фронта | старший лейтенант                         | 04.06.1919 — 24.01.1971                    | [ БС 8 ] [ ГС 28 ] [ НЛ 25 ]    |
| 282   | Голи́цин Анатолий Васильевич (Голицын Анатолий Васильевич)                            | 27.06.1945            | авиация      | командир 82-го гвардейского бомбардировочного авиационного полка 1-й гвардейской бомбардировочной авиационной дивизии 6-го гвардейского бомбардировочного авиационного корпуса 2-й воздушной армии 1-го Украинского фронта | гвардии майор                             | 29.06.1908 — 13.12.1978                    | [ БС 8 ] [ ГС 29 ] [ НЛ 26 ]    |
| 283   | Голиче́нков Пётр Иванович                                                             | 06.02.1942            | пехота       | снайпер отдельной разведывательной роты 1-й стрелковой дивизии войск НКВД 8-й армии Ленинградского фронта | красноармеец                              | 12.07.1921 — 28.07.1976                    | [ БС 10 ] [ ГС 30 ] [ НЛ 27 ]   |
| 284   | Голова́нов Александр Сергеевич                                                        | 16.06.1989            | авиация      | командир 50-го отдельного смешанного авиационного полка ВВС 40-й армии ограниченного контингента советских войск в Афганистане | полковник                                 | 28.09.1946 — 02.02.1989                    | ——                              |
| 285   | Голова́нь Василий Никонович                                                           | 24.03.1945            | пехота       | командир отделения 327-го гвардейского горнострелкового полка 128-й гвардейской горнострелковой дивизии 1-й гвардейской армии 4-го Украинского фронта | гвардии сержант                           | 24.02.1924 — 18.10.1944                    | [ БС 9 ] [ ГС 32 ] [ НЛ 28 ]    |
| 286   | Голова́тый Юрий Максимович укр. Головатий Юрій Максимович                             | 25.10.1943            | артиллерия   | командир миномётной роты миномётного батальона 9-й гвардейской механизированной бригады 3-й гвардейского механизированного корпуса 47-й армии Воронежского фронта | гвардии старший лейтенант                 | 19.07.1923 — 23.09.1944                    | [ БС 9 ] [ ГС 33 ] [ НЛ 29 ]    |
| 287   | Головатю́к Александр Давыдович укр. Головатюк Олександр Давидович                     | 22.02.1944            | инженер      | командир отделения 68-го армейского инженерного батальона 46-й армии Степного фронта | сержант                                   | 15.06.1922 — 17.07.2004                    | [ БС 9 ] [ ГС 34 ] [ НЛ 30 ]    |
| 288   | Голова́ч Яков Павлович укр. Головач Яків Павлович                                     | 24.03.1945            | танкист      | командир роты танков Т-34 220-й отдельной танковой бригады 5-й ударной армии 1-го Белорусского фронта | старший лейтенант                         | 09.12.1923 — 23.03.1945                    | [ БС 9 ] [ ГС 35 ] [ НЛ 31 ]    |
| 289   | Головачёв Александр Алексеевич                                                       | 23.09.1944 06.04.1945 | пехота       | командир 23-й гвардейской мотострелковой бригады 7-го гвардейского танкового корпуса 3-й гвардейской танковой армии | гвардии полковник                         | 10.12.1909 — 06.03.1945                    | [ БС 9 ] [ ГС 36 ] [ НЛ 32 ]    |
| 290   | Головачёв Павел Яковлевич бел. Галавачоў Павел Якаўлевіч                             | 01.11.1943 29.06.1945 | авиация      | командир звена 9-го гвардейского истребительного авиационного полка 6-й гвардейской истребительной авиационной дивизии 8-й воздушной армии 4-го Украинского фронта заместитель командира эскадрильи 9-го гвардейского истребительного авиационного полка 303-й истребительной авиационной дивизии 1-й воздушной армии 3-го Белорусского фронта | гвардии старший лейтенант гвардии капитан | 15.12.1917 — 02.07.1972                    | [ БС 12 ] [ ГС 37 ] [ НЛ 33 ]   |
| 291   | Головачёв Семён Дмитриевич укр. Головачов Семен Дмитрович                            | 01.05.1957            | авиация      | лётчик-испытатель авиационного завода № 292 | полковник                                 | 15.02.1910 — 21.11.1974                    | ——                              |
| 292   | Голова́шенко Сергей Куприянович                                                       | 15.01.1944            | пехота       | пулемётчик 1183-го стрелкового полка 356-й стрелковой дивизии 61-й армии Центрального фронта | красноармеец                              | 27.03.1923 — 04.10.1943                    | [ БС 13 ] [ ГС 39 ] [ НЛ 34 ]   |
| 293   | Голова́шко Фёдор Павлович                                                             | 11.09.1956            | авиация      | ведущий лётчик испытаний ядерного оружия на Новой Земле, командир экипажа самолёта-носителя Ту-16 | майор                                     | 22.06.1923 — 19.04.1981                    | ——                              |
| 294   | Голови́н Алексей Степанович                                                           | 30.01.1943            | пехота       | командир отделения 63-го отдельного лыжного батальона 3-й ударной армии Калининского фронта | сержант                                   | 01.01.1912 — 05.05.1981                    | [ БС 13 ] [ ГС 41 ] [ НЛ 35 ]   |
| 295   | Голови́н Василий Степанович                                                           | 24.03.1945            | комиссар     | заместитель по политической части командира батальона 1052-го стрелкового полка 301-й стрелковой дивизии 9-го стрелкового корпуса 5-й ударной армии 1-го Белорусского фронта | капитан                                   | 27.02.1904 — 28.02.1945                    | [ БС 13 ] [ ГС 42 ] [ НЛ 36 ]   |
| 296   | Голови́н Григорий Максимович                                                          | 09.02.1944            | комиссар     | заместитель по политической части командира дивизиона 92-й тяжёлой гаубичной артиллерийской бригады 17-й артиллерийской дивизии 7-го артиллерийского корпуса прорыва РГК в составе 27-й армии Воронежского фронта | старший лейтенант                         | 14.10.1914 — 02.03.1991                    | [ БС 14 ] [ ГС 43 ] [ НЛ 37 ]   |
| 297   | Голови́н Иван Васильевич                                                              | 27.02.1945            | танкист      | командир танковой роты 1-й гвардейской танковой бригады 8-й гвардейского механизированного корпуса 1-й гвардейской танковой армии 1-го Белорусского фронта | гвардии старший лейтенант                 | 16.10.1920 — 25.04.1965                    | [ БС 15 ] [ ГС 44 ] [ НЛ 38 ]   |
| 298   | Голови́н Павел Георгиевич                                                             | 27.06.1937            | авиация      | пилот Управления полярной авиации Главсевморпути; первый из советских лётчиков, пролетевший над Северным полюсом | —                                         | 26.04.1909 — 27.04.1940                    | ——                              |
| 299   | Голови́нский Гай Петрович (Голове́нский Гай Петрович) укр. Головінський Гай Петрович   | 19.04.1945            | пехота       | командир отделения 690-го стрелкового полка 126-й стрелковой дивизии 43-й армии 3-го Белорусского фронта | младший сержант                           | 22.03.1926 — 08.04.1945                    | [ БС 13 ] [ ГС 46 ] [ НЛ 39 ]   |
| 300   | Голо́вкин Алексей Иванович                                                            | 29.10.1943            | морской флот | разведчик 346-й отдельной разведывательной роты 253-й стрелковой дивизии 40-й армии Воронежского фронта | старший краснофлотец                      | 30.03.1919 — 27.12.1983                    | [ БС 15 ] [ ГС 47 ] [ НЛ 40 ]   |
| 301   | Голо́вкин Василий Степанович                                                          | 19.04.1945            | пехота       | командир взвода 312-го стрелкового полка 26-й стрелковой дивизии 43-й армии 1-го Прибалтийского фронта | лейтенант                                 | 21.01.1921 — 19.02.1945                    | [ БС 15 ] [ ГС 48 ] [ НЛ 41 ]   |
| 302   | Голо́вкин Павел Иванович                                                              | 17.10.1943            | артиллерия   | командир миномётного взвода 1031-го стрелкового полка 280-й стрелковой дивизии 60-й армии Центрального фронта | лейтенант                                 | 13.07.1920 — 19.02.1999                    | [ БС 15 ] [ ГС 49 ] [ НЛ 42 ]   |
| 303   | Головко́ Павел Андреевич укр. Головко Павло Андрійович                                | 13.09.1944            | пехота       | автоматчик 529-го стрелкового полка 163-й стрелковой дивизии 40-й армии 2-го Украинского фронта | красноармеец                              | 31.12.1925 — 30.07.1961                    | [ БС 15 ] [ ГС 50 ] [ НЛ 43 ]   |
| 304   | Головко́ Павел Федотович                                                              | 29.06.1945            | авиация      | заместитель командира эскадрильи 951-го штурмового авиационного полка 306-й штурмовой авиационной дивизии 10-го штурмового авиационного корпуса 17-й воздушной армии 3-го Украинского фронта | старший лейтенант                         | 05.02.1919 — 23.01.1995                    | [ БС 15 ] [ ГС 51 ] [ НЛ 44 ]   |
| 305   | Головко́в Георгий Павлович                                                            | 13.04.1944            | авиация      | заместитель командира эскадрильи 807-го штурмового авиационного полка 206-й штурмовой авиационной дивизии 7-го штурмового авиационного корпуса 8-й воздушной армии 4-го Украинского фронта | старший лейтенант                         | 21.04.1920 — 13.01.1980                    | [ БС 16 ] [ ГС 52 ] [ НЛ 45 ]   |
| 306   | Головлёв Алексей Фёдорович                                                           | 20.04.1945            | комиссар     | секретарь партийной организации 384-го отдельного батальона морской пехоты Одесской военно-морской базы Черноморского флота | капитан                                   | 1903 — 27.03.1944                          | [ БС 17 ] [ ГС 53 ] [ НЛ 46 ]   |
| 307   | Головлёв Леонид Иосифович                                                            | 10.01.1944            | пехота       | командир пулемётной роты мотострелкового батальона 69-й механизированной бригады 9-й механизированного корпуса 3-й гвардейской танковой армии Воронежского фронта | лейтенант                                 | 07.10.1916 — 25.01.1944 (пропал без вести) | [ БС 17 ] [ ГС 54 ] [ НЛ 47 ]   |
| 308   | Головне́нков Александр Павлович                                                       | 31.03.1943            | танкист      | командир танка Т-34 139-го отдельного танкового полка 13-й танковой бригады 51-й армии Сталинградского фронта | лейтенант                                 | 1920 — 22.12.1942                          | [ БС 17 ] [ ГС 55 ] [ НЛ 48 ]   |
| 309   | Головня́ Александр Антонович                                                          | 24.03.1945            | пехота       | командир отделения 696-го стрелкового полка 383-й стрелковой дивизии 33-й армии 1-го Белорусского фронта | младший сержант                           | 06.12.1925 — 02.11.1996                    | [ БС 17 ] [ ГС 56 ] [ НЛ 49 ]   |
| 310   | Голо́вченко Анатолий Петрович укр. Головченко Анатолій Петрович                       | 27.02.1945            | пехота       | командир батальона 33-й гвардейской мотострелковой бригады 9-го гвардейского танкового корпуса 2-й гвардейской танковой армии 1-го Белорусского фронта | гвардии майор                             | 03.08.1911 — 31.03.1976                    | [ БС 17 ] [ ГС 57 ] [ НЛ 50 ]   |
| 311   | Голо́вченко Василий Евстафьевич                                                       | 24.03.1945            | пехота       | командир батальона 1134-го стрелкового полка 338-й стрелковой дивизии 39-й армии 3-го Белорусского фронта | майор                                     | 01.01.1920 — 17.02.1990                    | [ БС 17 ] [ ГС 58 ] [ НЛ 51 ]   |
| 312   | Голо́вченко Василий Иванович                                                          | 24.03.1945            | артиллерия   | механик-водитель самоходной артиллерийской установки СУ-76 1505-го самоходного артиллерийского полка 46-й армии 2-го Украинского фронта | старшина                                  | 23.04.1920 — 17.03.2014                    | [ БС 18 ] [ ГС 59 ] [ НЛ 52 ]   |
| 313   | Голо́вченко Владимир Терентьевич укр. Головченко Володимир Терентійович               | 31.05.1945            | танкист      | командир взвода танков Т-34 220-й отдельной танковой бригады 5-й ударной армии 1-го Белорусского фронта | старший лейтенант                         | 16.11.1921 — 22.03.1945                    | [ БС 19 ] [ ГС 60 ] [ НЛ 53 ]   |
| 314   | Голодно́в Алексей Васильевич                                                          | 15.01.1944            | пехота       | пулемётчик 234-го гвардейского стрелкового полка 76-й гвардейской стрелковой дивизии 61-й армии Центрального фронта | гвардии красноармеец                      | 30.03.1925 — 30.05.2006                    | [ БС 19 ] [ ГС 61 ] [ НЛ 54 ]   |
| 315   | Голодня́к Пётр Михайлович укр. Голодняк Петро Михайлович                              | 29.06.1945            | авиация      | штурман 277-й штурмовой авиационной дивизии 1-й воздушной армии 3-го Белорусского фронта | майор                                     | 06.10.1910 — 30.04.1979                    | [ БС 19 ] [ ГС 62 ] [ НЛ 55 ]   |
| 316   | Голо́ско Анисим Михайлович укр. Голоско Онисим Михайлович                             | 19.03.1944            | генерал      | командир 333-й стрелковой дивизии 12-й армии Юго-Западного фронта | генерал-майор                             | 14.02.1900 — 28.02.1955                    | [ БС 19 ] [ ГС 63 ] [ НЛ 56 ]   |
| 317   | Голоско́ков Владимир Алексеевич                                                       | 24.03.1945            | артиллерия   | наводчик орудия СУ-76 1500-го самоходного артиллерийского полка 2-го гвардейского танкового корпуса 11-й гвардейской армии 3-го Белорусского фронта | старший сержант                           | 28.07.1918 — 24.03.1993                    | [ БС 20 ] [ ГС 64 ] [ НЛ 57 ]   |
| 318   | Го́лосов Василий Иванович                                                             | 26.10.1943            | пехота       | командир снайперской роты 81-го гвардейского стрелкового полка 25-й гвардейской стрелковой дивизии 6-й армии Юго-Западного фронта | гвардии лейтенант                         | 1911 — 16.08.1943                          | [ БС 21 ] [ ГС 65 ] [ НЛ 58 ]   |
| 319   | Го́лосов Дмитрий Николаевич                                                           | 17.10.1943            | генерал      | командир 280-й стрелковой дивизии 60-й армии Центрального фронта | генерал-майор                             | 20.09.1903 — 19.11.1960                    | [ БС 21 ] [ ГС 66 ] [ НЛ 59 ]   |
| 320   | Го́лосов Рудольф Александрович                                                        | 04.11.1978            | морской флот | командующий 1-й флотилией подводных лодок Северного флота | контр-адмирал                             | 14.11.1927 — 28.05.2022                    | ——                              |
| 321   | Голоу́лин Василий Николаевич (Галаулин Василий Николаевич)                            | 29.03.1944            | артиллерия   | командир орудия 71-го отдельного истребительно-противотанкового дивизиона 60-й стрелковой дивизии 65-й армии Белорусского фронта | старший сержант                           | 01.01.1912 — 04.07.1976                    | [ БС 21 ] [ ГС 68 ] [ НЛ 60 ]   |
| 322   | Голоща́пов Алексей Кириллович                                                         | 24.03.1945            | комиссар     | комсорг батальона 1133-го стрелкового полка 339-й стрелковой дивизии 56-й армии Северо-Кавказского фронта | старший сержант                           | 24.04.1923 — 08.11.1943                    | [ БС 21 ] [ ГС 69 ] [ НЛ 61 ]   |
| 323   | Го́луб Иван Платонович укр. Голуб Іван Платонович                                     | 24.05.1944            | танкист      | командир танка Т-34 13-й гвардейской танковой бригады 4-го гвардейского танкового корпуса 60-й армии 1-го Украинского фронта | гвардии младший лейтенант                 | 29.06.1920 — 05.01.1944                    | [ БС 21 ] [ ГС 70 ] [ НЛ 62 ]   |
| 324   | Го́луб Семён Тимофеевич укр. Голуб Семен Тимофійович                                  | 29.06.1945            | артиллерия   | командир батареи 652-го артиллерийского полка 202-й стрелковой дивизии 27-й армии 3-го Украинского фронта | капитан                                   | 05.05.1916 — 11.03.1945                    | [ БС 22 ] [ ГС 71 ] [ НЛ 63 ]   |
| 325   | Го́лубев Александр Назарович                                                          | 17.10.1943            | пехота       | командир отделения взвода противотанковых ружей 1031-го стрелкового полка 280-й стрелковой дивизии 60-й армии Центрального фронта | младший сержант                           | 30.08.1916 — 25.10.1988                    | [ БС 23 ] [ ГС 72 ] [ НЛ 64 ]   |
| 326   | Го́лубев Василий Фёдорович                                                            | 23.10.1942            | авиация      | командир эскадрильи 4-го гвардейского истребительного авиационного полка 61-й истребительной авиационной бригады ВВС Балтийского флота | гвардии капитан                           | 16.11.1912 — 17.04.2001                    | [ БС 23 ] [ ГС 73 ] [ НЛ 65 ]   |
| 327   | Го́лубев Виктор Максимович                                                            | 12.08.1942 24.08.1943 | авиация      | командир звена 285-го штурмового авиационного полка 228-й гвардейской штурмовой авиационной дивизии 16-й воздушной армии Юго-Западного фронта командир эскадрильи 58-го гвардейского штурмового авиационного полка 2-й гвардейской штурмовой авиационной дивизии 16-й воздушной армии Центрального фронта                                      | старший лейтенант гвардии майор           | 17.01.1916 — 17.05.1945                    | ——                              |
| 328   | Го́лубев Георгий Гордеевич                                                            | 27.06.1945            | авиация      | командир звена 16-го гвардейского истребительного авиационного полка 9-й гвардейской истребительной авиационной дивизии 6-го гвардейского истребительного авиационного корпуса 2-й воздушной армии 1-го Украинского фронта | гвардии старший лейтенант                 | 07.04.1919 — 12.04.2005                    | [ БС 23 ] [ ГС 75 ] [ НЛ 66 ]   |
| 329   | Го́лубев Дмитрий Николаевич                                                           | 25.11.1966            | морской флот | командир атомной подводной лодки «К-14» 9-й отдельной бригады подводных лодок Тихоокеанского флота | капитан 1-го ранга                        | 13.08.1926 — 03.05.2000                    | ——                              |
| 330   | Го́лубев Леонид Алексеевич                                                            | 13.03.1944            | авиация      | штурман отряда 7-го гвардейского авиационного полка 54-й авиационной дивизии 5-го авиационного корпуса Авиации дальнего действия | гвардии капитан                           | 30.05.1912 — 20.03.1991                    | [ БС 23 ] [ ГС 77 ] [ НЛ 67 ]   |
| 331   | Го́лубев Михаил Трофимович                                                            | 13.09.1944            | пехота       | командир взвода химической защиты 127-го гвардейского стрелкового полка 42-й гвардейской стрелковой дивизии 40-й армии 2-го Украинского фронта | гвардии лейтенант                         | 18.01.1909 — 15.03.1957                    | [ БС 23 ] [ ГС 78 ] [ НЛ 68 ]   |
| 332   | Го́лубев Сергей Васильевич                                                            | 29.06.1945            | авиация      | штурман 167-го гвардейского штурмового авиационного полка 10-й гвардейской штурмовой авиационной дивизии 17-й воздушной армии 3-го Украинского фронта | гвардии старший лейтенант                 | 14.01.1923 — 08.11.2007                    | [ БС 24 ] [ ГС 79 ] [ НЛ 69 ]   |
| 333   | Голубе́нко Алексей Александрович                                                      | 31.05.1945            | пехота       | командир роты мотострелкового батальона 35-й механизированной бригады 1-го механизированного корпуса 2-й гвардейской танковой армии 1-го Белорусского фронта | гвардии старший лейтенант                 | 11.02.1923 — 28.03.2001                    | [ БС 25 ] [ ГС 80 ] [ НЛ 70 ]   |
| 334   | Голубе́ц Иван Карпович укр. Голубець Іван Карпович                                    | 14.06.1942            | морской флот | рулевой сторожевого катера «СК-0183» 3-го дивизиона сторожевых катеров Черноморского флота | старший краснофлотец                      | 08.05.1916 — 25.03.1942                    | [ БС 25 ] [ ГС 81 ] [ НЛ 71 ]   |
| 335   | Голу́бин Иван Филиппович                                                              | 04.03.1942            | авиация      | заместитель командира эскадрильи 16-го истребительного авиационного полка 6-го истребительного авиационного корпуса ПВО Московского военного округа | лейтенант                                 | 1919 — 01.11.1942                          | [ БС 25 ] [ ГС 82 ] [ НЛ 72 ]   |
| 336   | Голубко́в Алексей Константинович                                                      | 24.03.1945            | связисты     | командир отделения связи 923-го артиллерийского полка 357-й стрелковой дивизии 43-й армии 1-го Прибалтийского фронта | сержант                                   | 24.03.1912 — 06.07.1944                    | [ БС 25 ] [ ГС 83 ] [ НЛ 73 ]   |
| 337   | Голубко́в Всеволод Филиппович                                                         | 24.03.1945            | артиллерия   | командир самоходной артиллерийской установки 1438-го самоходно-артиллерийского полка 18-го танкового корпуса 53-й армии 2-го Украинского фронта | младший лейтенант                         | 26.01.1925 — 29.01.2002                    | [ БС 25 ] [ ГС 84 ] [ НЛ 74 ]   |
| 338   | Голубко́в Николай Николаевич                                                          | 14.09.1945            | морской флот | командир отделения комендоров-зенитчиков плавучей зенитной батареи «ПВО-1232» Амурской военной флотилии | старшина первой статьи                    | 25.04.1920 — 09.08.1945                    | [ БС 25 ] [ ГС 85 ] [ НЛ 75 ]   |
| 339   | Голубни́чий Иван Поликарпович                                                         | 15.05.1946            | авиация      | заместитель командира эскадрильи 47-го гвардейского отдельного разведывательного авиационного полка Главного командования Красной армии | гвардии капитан                           | 09.03.1923 — 28.10.1987                    | [ БС 26 ] [ ГС 86 ] [ НЛ 76 ]   |
| 340   | Го́лубов Анатолий Емельянович                                                         | 29.06.1945            | авиация      | заместитель командира 303-й истребительной авиационной дивизии 1-й воздушной армии 3-го Белорусского фронта | гвардии подполковник                      | 29.04.1908 — 29.01.1978                    | [ БС 27 ] [ ГС 87 ] [ НЛ 77 ]   |
| 341   | Голубо́вский Алексей Петрович укр. Голубовський Олексій Петрович                      | 24.03.1945            | пехота       | командир батальона 172-го гвардейского стрелкового полка 57-й гвардейской стрелковой дивизии 8-й гвардейской армии 1-го Белорусского фронта | гвардии капитан                           | 29.06.1908 — 03.02.1945                    | [ БС 27 ] [ ГС 88 ] [ НЛ 78 ]   |
| 342   | Голубо́вский Борис Эдуардович                                                         | 24.03.1945            | танкист      | командир танковой роты 79-й танковой бригады 19-го танкового корпуса 43-й армии 1-го Прибалтийского фронта | старший лейтенант                         | 25.04.1923 — 17.07.1945                    | [ БС 27 ] [ ГС 89 ] [ НЛ 79 ]   |
| 343   | Голубо́вский Григорий Афанасьевич                                                     | 24.12.1943            | артиллерия   | командир орудия 24-й гвардейской отдельной тяжёлой пушечной артиллерийской бригады РГК в составе 27-й армии Воронежского фронта | гвардии старший сержант                   | 24.04.1918 — 17.09.1984                    | [ БС 27 ] [ ГС 90 ] [ НЛ 80 ]   |
| 344   | Голубо́й Александр Михайлович                                                         | 18.08.1945            | авиация      | начальник связи эскадрильи 16-го гвардейского бомбардировочного авиационного полка 11-й гвардейской бомбардировочной авиационной дивизии 18-й воздушной армии | гвардии младший лейтенант                 | 13.12.1920 — 15.07.1981                    | [ БС 27 ] [ ГС 91 ] [ НЛ 81 ]   |
| 345   | Голуко́вич Сергей Иванович                                                            | 26.10.1943            | инженер      | командир 7-го отдельного моторизованного понтонно-мостового батальона 7-й гвардейской армии Степного фронта | подполковник                              | 07.07.1907 — 25.10.1989                    | [ БС 27 ] [ ГС 92 ] [ НЛ 82 ]   |
| 346   | Го́лчин Иван Константинович                                                           | 27.06.1945            | авиация      | командир эскадрильи 140-го гвардейского штурмового авиационного полка 8-й гвардейской штурмовой авиационной дивизии 1-го гвардейского штурмового авиационного корпуса 2-й воздушной армии 1-го Украинского фронта | гвардии капитан                           | 17.10.1918 — 03.07.1979                    | [ БС 28 ] [ ГС 93 ] [ НЛ 83 ]   |
| 347   | Голяко́в Михаил Николаевич                                                            | 22.02.1944            | артиллерия   | наводчик орудия батареи 76-мм пушек 1118-го стрелкового полка 333-й стрелковой дивизии 12-й армии Юго-Западного фронта | старший сержант                           | 19.11.1910 — 25.06.1977                    | [ БС 29 ] [ ГС 94 ] [ НЛ 84 ]   |
| 348   | Голячко́в Леонид Дмитриевич                                                           | 15.05.1946            | авиация      | штурман 181-го гвардейского истребительного авиационного полка 15-й гвардейской истребительной авиационной дивизии 10-го истребительного авиационного корпуса 8-й воздушной армии 4-го Украинского фронта | гвардии майор                             | 08.08.1919 — 23.02.1993                    | [ БС 29 ] [ ГС 95 ] [ НЛ 85 ]   |
| 349   | Гоманко́в Иван Прокофьевич                                                            | 31.05.1945            | пехота       | командир роты 986-го стрелкового полка 230-й стрелковой дивизии 5-й ударной армии 1-го Белорусского фронта | капитан                                   | 27.02.1919 — 08.11.1980                    | [ БС 29 ] [ ГС 96 ] [ НЛ 86 ]   |
| 350   | Го́мзин Виктор Владимирович                                                           | 24.03.1945            | артиллерия   | заместитель командира отделения роты противотанковых ружей 148-го отдельного истребительно-противотанкового дивизиона 73-й стрелковой дивизии 48-й армии 1-го Белорусского фронта | старшина                                  | 24.12.1918 — 20.03.1945                    | [ БС 29 ] [ ГС 97 ] [ НЛ 87 ]   |
| 351   | Гомоне́нко Никита Васильевич укр. Гомоненко Микита Васильович                         | 20.06.1942            | авиация      | младший лётчик-наблюдатель 81-го дальне-бомбардировочного авиационного полка 50-й дальне-бомбардировочной авиационной дивизии Авиации дальнего действия | лейтенант                                 | 16.04.1914 — 28.08.1941                    | [ БС 29 ] [ ГС 98 ] [ НЛ 88 ]   |
| 352   | Гонта́рь Константин Михайлович                                                        | 02.11.1944            | пехота       | командир батальона 95-го стрелкового полка 14-й стрелковой дивизии 14-й армии Карельского фронта | майор                                     | 05.03.1921 — 22.05.2003                    | [ БС 29 ] [ ГС 99 ] [ НЛ 89 ]   |
| 353   | Гонча́р Иван Алексеевич укр. Гончар Іван Олексійович                                  | 27.06.1945            | авиация      | командир звена 89-го гвардейского истребительного авиационного полка 7-й гвардейской истребительной авиационной дивизии 2-го истребительного авиационного корпуса 2-й воздушной армии 1-го Украинского фронта | гвардии старший лейтенант                 | 21.09.1921 — 20.04.1945                    | [ БС 29 ] [ ГС 100 ] [ НЛ 90 ]  |
| 354   | Гонча́р Павел Иванович (Гончарь Павел Иванович) укр. Гончар Павло Іванович            | 22.02.1943            | инженер      | сапёр 1074-го стрелкового полка 314-й стрелковой дивизии 7-й отдельной армии | красноармеец                              | 1905 — 12.01.1943                          | [ БС 30 ] [ ГС 101 ] [ НЛ 91 ]  |
| 355   | Гончаре́нко Владислав Фёдорович укр. Гончаренко Владислав Федорович                   | 28.09.1987            | авиация      | командир звена 378-го отдельного штурмового авиационного полка ВВС 40-й армии ограниченного контингента советских войск в Афганистане | старший лейтенант                         | род. 15.01.1962                            | ——                              |
| 356   | Гончаре́нко Николай Куприянович укр. Гончаренко Микола Купріянович                    | 17.11.1943            | артиллерия   | командир самоходной артиллерийской установки 1894-го самоходного артиллерийского полка 7-го гвардейского танкового корпуса 3-й гвардейской танковой армии 1-го Украинского фронта | младший лейтенант                         | 13.11.1918 — 12.10.1943                    | [ БС 32 ] [ ГС 103 ] [ НЛ 92 ]  |
| 357   | Гончаре́нко Олег Моисеевич укр. Гончаренко Олег Мойсейович                            | 23.09.1944            | артиллерия   | командир дивизиона 272-го гвардейского миномётного полка 6-го гвардейского танкового корпуса 3-й гвардейской танковой армии 1-го Украинского фронта | гвардии капитан                           | 21.01.1922 — 19.11.1995                    | [ БС 33 ] [ ГС 104 ] [ НЛ 93 ]  |
| 358   | Гончаро́в Иван Тимофеевич                                                             | 22.02.1944            | пехота       | командир пулемётного взвода 932-го стрелкового полка 252-й стрелковой дивизии 53-й армии Степного фронта | младший лейтенант                         | 1913 — 03.10.1943                          | [ БС 33 ] [ ГС 105 ] [ НЛ 94 ]  |
| 359   | Гончаро́в Иван Тимофеевич укр. Гончаров Іван Тимофійович                              | 29.06.1945            | пехота       | командир мотострелкового батальона 30-й гвардейской механизированной бригады 9-го гвардейского механизированного корпуса 6-й гвардейской танковой армии 2-го Украинского фронта | гвардии капитан                           | 06.01.1920 — 20.04.1945                    | [ БС 33 ] [ ГС 106 ] [ НЛ 95 ]  |
| 360   | Гончаро́в Леонид Антонович                                                            | 06.06.1942            | авиация      | командир 131-го истребительного авиационного полка 20-й смешанной авиационной дивизии 9-й армии Южного фронта | подполковник                              | 13.10.1903 — 31.10.1941                    | [ БС 33 ] [ ГС 107 ] [ НЛ 96 ]  |
| 361   | Гончаро́в Николай Андреевич                                                           | 27.06.1945            | пехота       | командир пулемётной роты 270-го стрелкового полка 58-й стрелковой дивизии 3-й гвардейской армии 1-го Украинского фронта | старший лейтенант                         | 1919 — 13.02.1945                          | [ БС 33 ] [ ГС 108 ] [ НЛ 97 ]  |
| 362   | Гончаро́в Николай Артёмович укр. Гончаров Микола Артемович                            | 23.10.1943            | пехота       | пулемётчик мотострелково-пулемётного батальона 178-й танковой бригады 10-го танкового корпуса 40-й армии Воронежского фронта | красноармеец                              | 30.11.1924 — 23.01.1945                    | [ БС 33 ] [ ГС 109 ] [ НЛ 98 ]  |
| 363   | Гончаро́в Пётр Алексеевич                                                             | 10.01.1944            | пехота       | снайпер 44-го гвардейского стрелкового полка 15-й гвардейской стрелковой дивизии 7-й гвардейской армии Воронежского фронта | гвардии старший сержант                   | 05.01.1903 — 31.01.1944                    | [ БС 33 ] [ ГС 110 ] [ НЛ 99 ]  |
| 364   | Гончаро́в Пётр Иванович                                                               | 10.04.1945            | танкист      | командир танкового взвода 124-го отдельного танкового полка 52-й армии 1-го Украинского фронта | старший лейтенант                         | 25.09.1923 — 08.02.1945                    | [ БС 34 ] [ ГС 111 ] [ НЛ 100 ] |
| 365   | Гончаро́в Пётр Фролович                                                               | 24.03.1945            | пехота       | командир отделения пулемётной роты 946-го стрелкового полка 142-й стрелковой дивизии 23-й армии Ленинградского фронта | старший сержант                           | 12.07.1921 — 17.07.2001                    | [ БС 35 ] [ ГС 112 ] [ НЛ 101 ] |
| 366   | Гончаро́в Семён Иванович укр. Гончаров Семен Іванович                                 | 22.02.1944            | пехота       | командир взвода 310-го гвардейского стрелкового полка 110-й гвардейской стрелковой дивизии 37-й армии Степного фронта | гвардии лейтенант                         | 07.05.1921 — 26.04.1996                    | [ БС 35 ] [ ГС 113 ] [ НЛ 102 ] |
| 367   | Гончаро́в Яков Игнатьевич бел. Ганчароў Якаў Ігнатавіч                                | 15.05.1946            | авиация      | начальник связи эскадрильи 96-го гвардейского бомбардировочного авиационного полка 301-й бомбардировочной авиационной дивизии 3-го бомбардировочного авиационного корпуса 16-й воздушной армии 1-го Белорусского фронта | гвардии старший лейтенант                 | 23.03.1914 — 26.03.1982                    | [ БС 35 ] [ ГС 114 ] [ НЛ 103 ] |
| 368   | Гончару́к Владимир Андреевич укр. Гончарук Володимир Андрійович                       | 10.02.1943            | авиация      | стрелок-бомбардир 44-го отдельного скоростного бомбардировочного авиационного полка Ленинградского фронта | лейтенант                                 | 23.03.1918 — 12.07.1942                    | [ БС 35 ] [ ГС 115 ] [ НЛ 104 ] |
| 369   | Гончару́к Фёдор Евтихович укр. Гончарук Федір Євтихович                               | 13.09.1944            | пехота       | командир роты 15-й мотострелковой бригады 16-го танкового корпуса 2-й танковой армии 2-го Украинского фронта | капитан                                   | 22.05.1919 — 04.08.1975                    | [ БС 35 ] [ ГС 116 ] [ НЛ 105 ] |
| 370   | Гонча́рь Григорий Моисеевич                                                           | 10.04.1945            | пехота       | командир роты 1237-го стрелкового полка 373-й стрелковой дивизии 52-й армии 1-го Украинского фронта | старший лейтенант                         | 31.05.1916 — 17.12.1998                    | [ БС 36 ] [ ГС 117 ] [ НЛ 106 ] |
| 371   | Го́пник Хаскель Моисеевич (Гопник Владимир Моисеевич)                                 | 27.06.1945            | авиация      | штурман 948-го штурмового авиационного полка 308-й штурмовой авиационной дивизии 3-го штурмового авиационного корпуса 2-й воздушной армии 1-го Украинского фронта | майор                                     | 05.05.1917 — 26.11.1989                    | [ БС 30 ] [ ГС 118 ] [ НЛ 107 ] |
| 372   | Гора́ Пётр Евстафьевич                                                                | 17.10.1943            | пехота       | помощник командира взвода 248-й курсантской стрелковой бригады 60-й армии Центрального фронта | старший сержант                           | 28.12.1922 — 11.05.2002                    | [ БС 30 ] [ ГС 119 ] [ НЛ 108 ] |
| 373   | Горанов Волкан Семёнович (Захариев Захари Симеонович) болг. Захариев Захари Симеонов | 31.12.1936            | авиация      | лётчик-истребитель добровольческой авиационной группы в войсках республиканской Испании | полковник                                 | 04.02.1904 — 29.04.1987                    | ——                              |
| 374   | Горба́нев Николай Кузьмич                                                             | 13.09.1944            | артиллерия   | командир батареи 350-го отдельного истребительного противотанкового дивизиона 294-й стрелковой дивизии 73-го стрелкового корпуса 52-й армии 2-го Украинского фронта | капитан                                   | 14.05.1922 — 20.03.2012                    | [ БС 30 ] [ ГС 121 ] [ НЛ 109 ] |
| 375   | Горба́нь Василий Моисеевич укр. Горбань Василь Мойсейович                             | 24.03.1945            | танкист      | командир танкового батальона 152-й отдельной танковой бригады 8-й армии Ленинградского фронта | майор                                     | 12.03.1918 — 09.05.1977                    | [ БС 30 ] [ ГС 122 ] [ НЛ 110 ] |
| 376   | Горба́нь Игнат Петрович                                                               | 03.06.1944            | пехота       | стрелок 487-й отдельной разведывательной роты 218-й стрелковой дивизии 47-й армии Воронежского фронта | красноармеец                              | 1912 — 11.01.1957                          | [ БС 30 ] [ ГС 123 ] [ НЛ 111 ] |
| 377   | Горбате́нко Николай Захарович                                                         | 24.03.1945            | пехота       | командир взвода 1234-го стрелкового полка 370-й стрелковой дивизии 69-й армии 1-го Белорусского фронта | старший лейтенант                         | 12.12.1923 — 21.10.1981                    | [ БС 38 ] [ ГС 124 ] [ НЛ 112 ] |
| 378   | Горбатко́ Виктор Васильевич                                                           | 22.10.1969 05.03.1977 | космонавт    | инженер-исследователь космического корабля «Союз-7» командир космического корабля «Союз-24» и орбитальной научной станции «Салют-5» | подполковник полковник                    | 03.12.1934 — 17.05.2017                    | ——                              |
| 379   | Горба́тов Александр Васильевич                                                        | 10.04.1945            | генерал      | командующий 3-й армией 2-го Белорусского фронта | генерал-полковник                         | 21.03.1891 — 07.12.1973                    | [ БС 39 ] [ ГС 126 ] [ НЛ 113 ] |
| 380   | Горбатю́к Евгений Михайлович укр. Горбатюк Євген Михайлович                           | 04.03.1942            | авиация      | командир эскадрильи 28-го истребительного авиационного полка 6-го истребительного авиационного корпуса Московского корпусного района ПВО | старший лейтенант                         | 23.10.1914 — 02.03.1978                    | [ БС 39 ] [ ГС 127 ] [ НЛ 114 ] |
| 381   | Горба́ч Максим Иванович укр. Горбач Максим Іванович                                   | 27.06.1945            | артиллерия   | командир орудия 168-го отдельного истребительного противотанкового дивизиона 181-й стрелковой дивизии 6-й армии 1-го Украинского фронта | старшина                                  | 21.01.1919 — 08.04.1987                    | [ БС 39 ] [ ГС 128 ] [ НЛ 115 ] |
| 382   | Горба́ч Михаил Михайлович укр. Горбач Михайло Михайлович                              | 01.07.1944            | артиллерия   | орудийный номер 760-го истребительно-противотанкового артиллерийского полка 2-й ударной армии Ленинградского фронта | красноармеец                              | 02.10.1916 — 11.02.1944                    | [ БС 39 ] [ ГС 129 ] [ НЛ 116 ] |

| Навигационная таблица | Навигационная таблица                |
| --------------------- | ------------------------------------ |
| «Г»                   | Габайдулин Геннадий — Гаркуша Кузьма |
| «Г»                   | Гаркуша Николай — Гнидаш Кузьма      |
| «Г»                   | Гнидо Пётр — Горбач Михаил           |
| «Г»                   | Горбач Феодосий — Грецкий Пётр       |
| «Г»                   | Гречаный Парфентий — Губанов Николай |
| «Г»                   | Губарев Алексей — Гущин Фёдор        |